# Víctor Ramos Muñoz
Víctor Manuel Ramos Muñoz (Valparaíso, 25 de agosto  de 1980) es un psicólogo y político chileno, militante del Frente Amplio. Desde el 1 de abril de 2025 se desempeña como Subsecretario del Interior, bajo el gobierno del presidente Gabriel Boric.

## Biografía
Nació en Valparaíso y pasó su infancia en diferentes comunas, incluyendo Talcahuano. Estudió en el Colegio Chileno Británico de Villa Alemana. Mientras estudiaba la carrera de sociología, vio interrumpidos sus estudios al tener que viajar a Francia por un año para costear sus estudios. Se tituló como psicólogo de la Universidad de Viña del Mar, y cuenta además con un magíster en Estudios Sociales Aplicados y Desarrollo de la Universidad de Zaragoza y un magíster en Gobierno, Políticas Públicas y Territorio de la Universidad Alberto Hurtado.
Fue coordinador nacional de la Fundación para la Superación de la Pobreza, rol en el que visitó, entre otras regiones, La Araucanía, colaborando con proyectos pilotos en la zona, relativos a temas de vivienda, mediante el programa “Pequeñas localidades”.

### Trayectoria política
Trabajó como Jefe de Gabinete del diputado Diego Ibáñez, durante su primer período parlamentario (2018-2022). Es considerado una de las personas que conforman el círculo más íntimo de Ibáñez, junto con la subsecretaria de Servicios Sociales, Francisca Gallegos. Ramos es uno de los fundadores de Convergencia Social; militante desde sus inicios, fue integrante de su primer comité central. Además, fue uno de los pocos militantes que respaldó la decisión del entonces diputado Gabriel Boric de firmar el Acuerdo por la Paz y la Nueva Constitución de noviembre de 2019.
En abril de 2022, durante el gobierno de Boric, se unió como asesor al equipo de la entonces ministra del Interior, Izkia Siches, donde participó en el diseño de estrategias para abordar la crisis en el sur de Chile. Luego, en junio de ese año, fue encargado nacional del Plan Buen Vivir en el Ministerio del Interior y Seguridad Pública y jefe de la División de Promoción y Protección Social del Ministerio de Desarrollo Social y Familia.
Se desempeñó como secretario ejecutivo de la Comisión Presidencial para la Paz y el Entendimiento, tras haber sido nombrado como comisionado presidencial junto a la exministra Ana Lya Uriarte.
El 1 de abril de 2025, el presidente Gabriel Boric lo designó como subsecretario del Interior en reemplazo de Luis Cordero, quien asumió cómo primer titular de la cartera de Seguridad Pública.

## Enlances externos
- Wikimedia Commons alberga una categoría multimedia sobre Víctor Ramos Muñoz.

- Datos: Q133810172
- Multimedia: Víctor Ramos Muñoz / Q133810172